# Krasnaja gazeta
Krasnaja gazeta ("Röda tidningen) var en rysk tidning, utgiven 1918-1939, varefter den uppgick i Leningradskaya Pravda
Tidningen utgavs från 1918 i Leningrad som organ för Leningrads arbetarråd. Tidningen vände sig främst till de breda arbetarlagren och hade i början av 1930  en upplaga av omkring 200.000 exemplar.